# TeleBärn

Logo stacji TeleBärn

TeleBärn – regionalna stacja telewizyjna w Bernie w Szwajcarii. Nadaje dla kantonów Berno, Solura, Fryburg i regionu Avanches. Jest dostępna w Internecie i lokalnej telewizji kablowej. Jest po TeleZüri drugim co do wielkości szwajcarskim kanałem telewizji regionalnej. Rozpoczął nadawanie 1 marca 1995. Program ogląda codziennie 240 tys. ludzi. Roczny dochód wynosi ok. 4,25 mln franków szwajcarskich. Należy do Espace Media Groupe, a dyrektorem kanału jest Marc Friedli. Nadaje w lokalnej gwarze schwyzertüütsch.